# Penstemon isophyllus
Penstemon isophyllus là một loài thực vật có hoa trong họ Mã đề. Loài này được B.L. Rob. mô tả khoa học đầu tiên năm 1904.